# Жилищно-коммунальное хозяйство
Жили́щно-коммуна́льное хозя́йство (ЖКХ) — отрасль экономики, обеспечивающая функционирование жилых зданий (домов), сетей снабжения водой, теплом и так далее, и сооружений, создающих безопасное, удобное и комфортабельное проживание и нахождение в них людей.
ЖКХ включает в себя также объекты социальной инфраструктуры для обслуживания жителей.

## История
Термин «ЖКХ» имеет советское происхождение и часто встречается в странах бывшего СССР. В англоязычных государствах и странах для данного комплекса отраслей используется термин «общественная полезность» («public utility»); в начале XXI века появилось более широкое понятие ЖКХ, объединяющее под термином Smart City («Умный город») строительство и содержание зданий и сооружений на всём жизненном цикле (от градостроительного планирования и проектирования до содержания и сноса), а также привычные отрасли городского хозяйства и новые коммуникации, связанные прежде всего с автоматизацией управления коммунальными сетями, зданиями, транспортом и использованием сети Интернет.
Жилищно-коммунальное хозяйство включает в себя следующие компоненты:
- Энергоснабжение: электроснабжение — обеспечение поставки электричества; газоснабжение — обеспечение поставки газа; теплоснабжение — обеспечение поставки горячей воды и тепловой энергии, обеспечение работы котельных и ТЭЦ; энергосбережение.
- Водоснабжение и водоотведение: водопровод — прокладка и ремонт водопроводных труб, водозабор, водоподготовка и доставка воды в жилые сооружения (многоквартирные и частные дома), на объекты социальной инфраструктуры (учебные заведения, учреждения здравоохранения, правительственные здания, заведения общественного питания, культурно-досуговые объекты) и на промышленные объекты (в том числе для последующего подогрева для нужд горячего водоснабжения и отопления); канализация — отведение сточных вод на очистные сооружения.
- Составление, хранение и использование цифровых карт города, включающих в себя сети коммунальных ресурсов и канализации, транспортные пути и коммуникации, здания и другое.
- Системы учёта потребления коммунальных ресурсов и жилищно-коммунальных услуг.
- Вентиляция и централизованное кондиционирование воздуха.
- Лифтовое хозяйство.
- Слаботочные сети (системы коммуникации и контроля): радиотрансляционная сеть; телевизионная антенна и кабель; телефонная сеть; компьютерная сеть; домофон; видеонаблюдение в местах общего пользования; технические средства вневедомственной охраны.
- Вывоз мусора: мусоропровод; утилизация и переработка твёрдых бытовых и коммунальных отходов.
- Молниезащита зданий (громоотводы, токоотводы, заземлители и внутренняя система защиты).
- Системы защиты зданий и сооружений от пожара и пожарной безопасности (пожарная лестница, сигнализация, средства пожаротушения).
- Системы мониторинга состояния конструкций зданий, составляющие совместно с системами регулирования и учёта потребления коммунальных ресурсов и услуг новое направление IoB (Internet of Buildings — Интернет зданий).
- Капитальный ремонт и модернизация зданий.
- Содержание и текущий ремонт внешних сетей, внутренних общедомовых инженерных коммуникаций и систем (здания).
- Текущая уборка и санитарно-эпидемиологическая обработка мест общего пользования (в том числе дератизация и дезинсекция).
- Уборка дорог и содержание придомовых территорий (благоустройство) в городах и поселениях.

## Российские нормативно-правовые акты
Одним из основополагающих, действующих на 10 апреля 2021 нормативно-правовых актов, регламентирующих деятельность ЖКХ, является Постановление Госстроя России, от 27 сентября 2003 года, № 170 «Об утверждении правил и норм технической эксплуатации жилищного фонда», в котором утверждаются «Правила и нормы технической эксплуатации жилищного фонда».
Размещение информации о жилищном фонде, стоимости и перечне услуг по управлению общим имуществом в многоквартирных домах, работах по содержанию и ремонту общего имущества в многоквартирных домах, предоставлении коммунальных услуг и поставках ресурсов, необходимых для предоставления коммунальных услуг, размере платы за жилое помещение и коммунальные услуги, задолженности по указанной плате, об объектах коммунальной и инженерной инфраструктур, а также иной информации, связанной с ЖКХ осуществляется в Государственной информационной системе жилищно-коммунального хозяйства (ГИС ЖКХ).